# 韦寨镇
韦寨镇，是中华人民共和国安徽省阜阳市临泉县下辖的一个乡镇级行政单位。

## 行政区划
韦寨镇下辖以下地区：
韦寨村、韦大庄村、板桥村、吴营村、韦周村、曹寨村、仁和寨村、于庙村、卢庄村、西韦楼村、高桥村、史寨村、李庄村、李靖庄村、西李寨村和秦卢村。